# Saint-Pey-de-Castets
Saint-Pey-de-Castets is een gemeente in het Franse departement Gironde (regio Nouvelle-Aquitaine) en telt 607 inwoners (2005). De plaats maakt deel uit van het arrondissement Libourne.

## Geografie
De oppervlakte van Saint-Pey-de-Castets bedraagt 11,1 km², de bevolkingsdichtheid is 54,7 inwoners per km².
De onderstaande kaart toont de ligging van Saint-Pey-de-Castets met de belangrijkste infrastructuur en aangrenzende gemeenten.

## Demografie
Onderstaande figuur toont het verloop van het inwonertal (bron: INSEE-tellingen).